# Рупска река
Рупска река, Бајинска река или Козарачка река је река у југоисточној Србији. Од свог извора на Чемернику — изнад села Бајинца — до насеља Рупља зове се Бајинска река, од Рупља до места Градишта носи назив Рупска река, а у даљем току — до уливања у Јужну Мораву, у Грделици, назива се Козарачка река. Рупска река је најдужа притока Јужне Мораве која извире на Чемернику. Припада црноморском сливу. Спада у ред три најчистије реке у Србији.

## Археолошки локалитети у комплексу око Рупске реке
Комплекс око ове реке издвојен је као географска микроцелина са већим бројем археолошких локалитета на основу географско-топографских одлика. Ова микроцелина обухвата побрђа и падине Чемерника и Острозуба и сливове Рупске реке и Јужне Мораве. Она чини југозападни и западни обод Лесковачке котлине. У геолошком погледу комплекс представља део Српско-македонске масе са кристаластим шкриљцима као најстаријим стенама. Шкриљци изграђују и највећи део овог терена. У појасу широком неколико километара уз плутон Влајне стене власинског комплекса преображене су до амфиболитске фације.
На овом простору забележено је 11 локалитета: Кале, Њива Босиљке Ранчић и Порта цркве Рођења Св. Јована Крститеља у Грделици, Градац у Градишту, Градиште-Високи Морич у Самарници, непознати локалитет у атару Острца, Цајин брег у Горњој Лопушњи, околина Бистрице, Лескова падина у Новом селу, Орнице или Орничје у Сејаници и непознати локалитет у атару Дедине баре. Већи број ових археолошких налазишта смештен је на високим бреговима изнад Рупске реке, са њене десне стране а распоред утврђења прати њен ток.
Локалитети овог комплекса распоређени су у 4 висинске зоне. Највишој зони припадају два налазишта неодређеног типа, на котама између 1 000 и 1 500 m. То су Цајин брег и непознати локалитет између Бистрице и Орловице.
У другој групи су налазишта позиционирана на надморској висини од око 700 до 1 000 m. у ову групу спадају два утврђења и један неопредељени локалитет. Северније од ова два утврђења јесте оно на положају Градиште - Високи Морич у Самарници. Ово утврђење смештено је на 868 m надморске висине, на стратешки доминантном месту. О његовој некадашњој функцији, до сада, нису изнети прецизни закључци. Постоје могућности да је штитило пут, служило као прибежиште или имало функцију заштите рударских ревира. Друго утврђење у овој висинској зони потврђено је на локалитету Лескова падина. Његов положај указује на функцију заштите рудника код Рупља. Последњи локалитет из ове групе је Острц који је на сличном положају као и утврђења у Новом Селу и Самарници. Његова прецизна локација није позната али би се могао повезати са Градиштем недалеко од Острца. Због недостатка података овај локалитет сврстан је у неопредељене мада се претпоставља да се ради о утврђењу које је, са фортификацијама на Лесковој падини и Високом Моричу, имало значајну улогу у заштити оближњих рудника.
Трећу групу чине локалитети на надморској висини од 500 до 700 m. И ову групу чине два утврђења и један неопредељени локалитет. Утврђење код Дедине баре налази се на огранку Чемерника, изнад положаја Кале и Цркве Рођења Св. Јована Крститеља у Грделици. Североисточно од њега, на десној обали Рупске реке, налази се утврђење на локалитету Градац у селу Градишту. Не постоје детаљнији подаци о њиховој некадашњој функцији. На основу карте распрострањености археолошких локалитета може се претпоставити античка комуникација која је преко Бабичке горе, Власотинца, дуж Козарачке реке па Грделичком клисуром водила на југ. Услед недостатка података постојање ове комуникације не може да се потврди. Овој висинској зони припада и локалитет Орнице или Орничје у Сејаници који је типолошки неопредељен а са кога потичу два налаза, новац Антонина Пија и вотивна ара посвећена Јупитеру. Некропола и насеље у Малој Копашници, утврђење у Грделици и локалитет Оранице у Сејаници указују на значај ове области у првим вековима Римског царства али могу дати и важне податке о процесу и степену романизације.
У четврту групу могу се уврстити налазишта смештена на 300 до 500 m надморске висине. Међу њима треба истаћи доминантан положај утврђења на локалитету Кале у Грделици. Ово утврђење смештено је на брду изнад ушћа Козарачке реке у Јужну Мораву. Највероватније је имало функцију заштите главне саобраћајнице односно њене деонице Naissus-Scupi која је, како се претпоставља, ишла преко Грделичке клисуре. Сондажним истраживањима на овом локалитету потврђен је римски хоризонт из 2—4 века што указује на то да је утврђење било истовремено са комплексом локалитета око Мале Копашнице, удаљеном 2 кm ка северозападу. У овој висинској зони, на њиви Босиљке Ранчић, евидентирани су темељи грађевине од камена, налажена је римска опека и римски новац. Из Порте цркве Рођења Св. Јована Крститеља у Грделици, на левој страни Козарачке реке, недалеко од њеног ушћа у Јужну Мораву, потиче бронзани печат који је нађен случајно поред темеља цркве. Због случајног проналаска печата није могуће прецизно одредити тип овог локалитета.
- Рупска (Козарачка) река у Дадинцу
- Рупска река код Дадинца
- Мостић преко реке (Рупска (Козарачка) река) недалеко од села Дадинца